# USS Indianapolis (LCS-17)
La USS Little Rock è una nave Classe Freedom, costruite da Marinette Marine.È la quarta nave ad essere chiamata Indianapolis, capitale dell'Indiana.

## Costruzione
Nel 2002, la Marina degli Stati Uniti ha avviato un programma per sviluppare la prima di una flotta di navi da combattimento costiere. La Marina inizialmente ordinò due navi monoscafo dalla Lockheed Martin, che divenne nota come le navi da combattimento litoranee di classe Freedom dopo la consegna della prima nave della classe: la USS Freedom. Le navi da combattimento costiere della US Navy con numero dispari sono costruite utilizzando il design del monoscafo di classe Freedom, mentre le navi con numero pari si basano su un design concorrente, la nave da combattimento litoranea di classe Independence con scafo trimarano di General Dynamics. L'ordine iniziale delle navi da combattimento costiere prevedeva un totale di quattro navi, di cui due della classe Freedom.
La USS Indianapolis include ulteriori miglioramenti della stabilità rispetto al design Freedom originale; lo specchio di poppa è stato allungato per collocare serbatoi di galleggiamento che aumentano il servizio di peso e migliorano la stabilità. La nave sarà inoltre dotata di sensori automatizzati per consentire la "manutenzione basata sulle condizioni" e ridurre il lavoro dell'equipaggio riscontrato con l'impiego della USS Freedom durante il suo primo schieramento.
Marinette Marine si è aggiudicata il contratto per la costruzione della nave il 29 dicembre 2010. La costruzione è iniziata il 18 luglio 2016 ed è stata varata il 18 aprile 2018. È stata trasferita alla Naval Station Mayport, in Florida, e assegnata al Littoral Combat Ship Squadron Two.
La USS Indianapolis è entrata in servizio con una cerimonia a Burns Harbor in Indiana, il 26 ottobre 2019.

## Impiego operativo
A partire da marzo 2020, la nave  è incaricata di agire nel ruolo di contromisure contro le mine (MCM).